# Distretto di Hinterland
Il distretto di Hinterland è un ex distretto del Canton Appenzello Esterno, in Svizzera. Venne abolito nel 1995.

## Descrizione
Il distretto comprendeva i comuni di Herisau, Hundwil, Schönengrund, Schwellbrunn, Stein, Urnäsch e Waldstatt. Il distretto si estendeva dalla cima del Säntis alla confluenza dell'Urnäsch e della Sitter nei pressi di San Gallo. Fino al 1876 costituì la parte di territorio cantonale situato alla sinistra della Sitter - il 56% della superficie di Appenzello Esterno - e fu l'unico distretto a disporre di alpeggi, il 14,1% della superficie.
Le sue funzioni politico-amministrative erano limitate. Se si esclude Herisau, centro regionale, la popolazione rurale del distretto era superiore alla media cantonale, e la sua economia era prevalentemente orientata verso San Gallo e Gossau.